# Evaristo Pérez de Castro

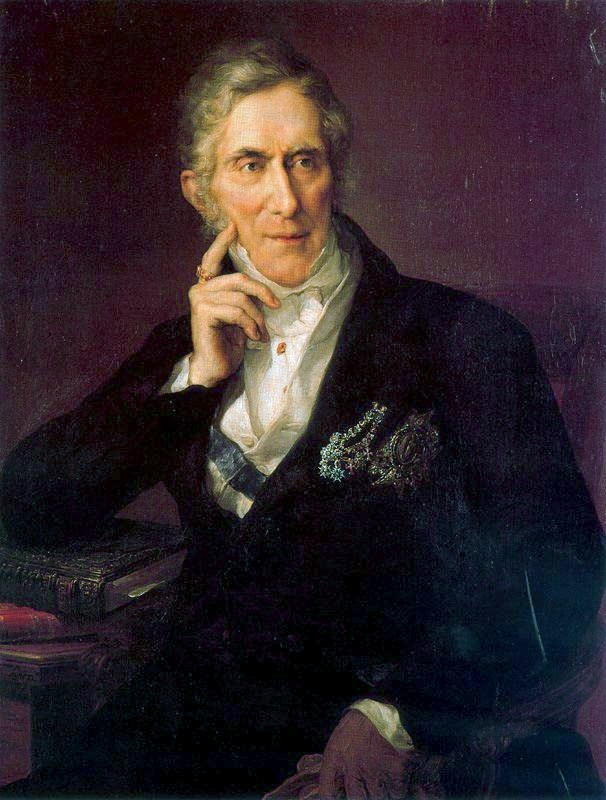
Evaristo Pérez de Castro Brito (Gemälde von Vicente López Portaña (1839))

Evaristo Pérez de Castro Colomera (* 26. Oktober 1778 in Valladolid; † 28. November 1848 in Madrid) war ein spanischer Politiker und Ministerpräsident Spaniens (Presidente de Gobierno).

## Leben

### Spanischer Unabhängigkeitskrieg und Herrschaft Ferdinands VII.
Pérez de Castro absolvierte nach dem Schulbesuch zunächst ein Studium an der Universität Alcalá sowie der Academia de Santa María. Im Anschluss daran wurde er 1798 Mitarbeiter an der Botschaft in Wien sowie später Bürovorsteher des Staatssekretariats.
Er war bereits während des Spanischen Unabhängigkeitskrieges als Mitglied der Cortes von Cádiz politisch aktiv und als Verfasser einer Schrift, in der von König Joseph Bonaparte die Souveränität Spaniens von Frankreich gefordert wurde. In den Jahren 1809 bis 1810 war er Unterhändler in Portugal.
Das erste Gesetz, das die Cortes von Cádiz am 24. September 1810 erlassen haben, trägt neben der Unterschrift des Vorsitzenden die Unterschrift Perez de Castros als Sekretär. Noch während der Sitzungen der Cortes wurde er vom Regierungsrat nach Bayonne zu einem Treffen mit Ferdinand VII. gesandt, der sich zu diesem Zeitpunkt in napoleonischer Gefangenschaft befand.
Nach der Wiedereinsetzung Ferdinand VII. zum König aufgrund des Vertrages von Valençay vom 11. Dezember 1813 wurde er von 1817 bis 1820 Ministerresident in der Hansestadt Hamburg.
Während des Trienio Liberal war er vom 18. März 1820 bis zum 2. März 1821 Außenminister (Ministro de Estado) und damit de facto Ministerpräsident. Zugleich war er Minister für Gnadengesuche und Justiz (Ministro de Gracia y Justicia) und als solcher verantwortlich für die Amnestie vom 23. April 1820, die die Rückkehr der nach der Wiedereinsetzung Ferdinands VII. nach Frankreich geflohenen Politiker ermöglichte.
Erst nach dem als Ominöses Jahrzehnt (Década Ominosa) bezeichneten Zeitraums nach der französischen Invasion in Spanien 1823 und dem Tode Ferdinands VII. am 29. September 1833 war er wiederum als Diplomat tätig.

### Herrschaft Isabellas II. und Ministerpräsident
Zwischen 1834 und 1835 gehörte er dem Senat an.
Nach der Verkündung der Verfassung von 1837 vertrat er zunehmend moderatere Positionen. Im Zuge von inneren Unruhen wurde er dann von der Regentin Maria Christina von Sizilien am 9. Dezember 1838 als Nachfolger von Bernardino Fernández De Velasco zum Ministerpräsidenten Spaniens (Presidente de Gobierno) ernannt. Als solcher bildete er ein überwiegend aus moderaten und progressiven Politikern bestehendes Kabinett, in dem er selbst auch das Amt des Außenministers (Ministro de Estado) übernahm.
Seine Regierungszeit war geprägt von zwei größeren Regierungsumbildungen im November 1839 sowie im März 1840 sowie der zwischenzeitlichen Entlassung verschiedener Ressortminister.
Andererseits wurde während seiner Amtszeit in seinem Namen und dem der Regentin am 29. August 1839 durch General Baldomero Espartero das Abkommen von Oñate unterzeichnet, welches den Ersten Carlistenkrieg beendete. Des Weiteren wurde ein neues Wahlrecht verabschiedet, das die Einrichtung kleinerer Wahlkreise zugunsten der Moderaten vorsah.
Am 20. Juli 1840 wurde er von der Regentin als Ministerpräsident entlassen und durch den früheren Justizminister Antonio González González abgelöst. Während dieser Zeit war er auch als Vertreter der Provinz Valladolid wieder Senator. Nachdem schließlich nach mehreren nachfolgenden kurzlebigen Regierungen General Espartero am 16. September 1840 schließlich selbst Ministerpräsident wurde, ging Pérez de Castro 1841 ins Exil nach Frankreich, aus dem er erst nach dem Sturz Esparteros am 22. Juli 1843 zurückkehrte.
Am 15. August 1845 wurde er zum Senator auf Lebenszeit (Senador Vitalicio) ernannt.

### Schriftsteller und Mäzen
Pérez de Castro war außerdem 1814 Herausgeber des Briefwechsels zwischen dem spanischen Staatsminister Manuel de Godoy und Königin Maria Luise von Bourbon-Parma unter dem Titel Una correspondencia de Godoy con la reina María Luisa.
Daneben war er einer der maßgeblichen Förderer des Malers Francisco de Goya, der ihn in einem seiner Werke verewigte.

## = Weblinks
=
- Die Kabinette während der Amtszeit von Ferdinand VII. (1808–1833)
- Die Kabinette während der Amtszeit von Isabella II. (1833–1843)
- Die Regierungen des Königreichs Spanien von 1833 bis 1868 (Memento vom 24. Februar 2012 im Internet Archive)